# Пејџдејл (Мисури)
Пејџдејл (енгл. Pagedale) град је у америчкој савезној држави Мисури.

## Демографија
По попису из 2010. године број становника је 3.304, што је 312 (-8,6%) становника мање него 2000. године.
| Група             | 2000.         | 2010.         |
| Белци             | 194 (5,4%)    | 104 (3,1%)    |
| Афроамериканци    | 3.330 (92,1%) | 3.087 (93,4%) |
| Азијати           | 8 (0,2%)      | 5 (0,2%)      |
| Хиспаноамериканци | 36 (1,0%)     | 45 (1,4%)     |
| Укупно            | 3.616         | 3.304         |